# Makindu Airport
Makindu Airport är en flygplats i Kenya.   Den ligger i länet Makueni, i den södra delen av landet, 160 km sydost om huvudstaden Nairobi. Makindu Airport ligger 1 005 meter över havet.
Terrängen runt Makindu Airport är platt. Runt Makindu Airport är det ganska tätbefolkat, med 111 invånare per kvadratkilometer. Trakten runt Makindu Airport består i huvudsak av gräsmarker.